# Gesellschaftstanz
Mit Gesellschaftstanz bezeichnet man Tänze, die „in Gesellschaft“, d. h. entweder privat bei Feiern oder bei entsprechenden öffentlichen Tanzveranstaltungen, wie sogenannten Tanztees oder Bällen, in der Regel von Paaren, getanzt werden.

## Heute

### Klassisches Programm der Tanzschulen und Tanzsportvereine
Seit dem frühen 20. Jahrhundert gibt es zunehmend Modetänze. Das Bedürfnis nach einer Vereinheitlichung des Tanzmaterials gab es jedoch schon bald, insbesondere die englischen Tanzlehrer besaßen dieses Verlangen: Die Standard Ballroom Dances oder kurz Standardtänze wurden festgelegt. Später kamen die Lateinamerikanischen Tänze hinzu.
So werden seit der zweiten Hälfte des 20. Jahrhunderts die lateinamerikanischen Tänze und die Standardtänze als „die Gesellschaftstänze“ bezeichnet.
Es gibt eine „internationale“ und eine „amerikanische“ Definition der Standardtänze:
- International Standard: Langsamer Walzer, Tango, Wiener Walzer, Slowfox, Quickstepp
- American Smooth: Waltz, Tango, Foxtrot, Viennese Waltz

Auch werden die lateinamerikanischen Tänze unterschiedlich gegliedert:
- International Latin: Cha-Cha-Cha, Samba, Rumba, Paso Doble, Jive
- American Rhythm: Cha-Cha-Cha, Rumba, East Coast Swing, Bolero, Mambo

Gesellschaftstanz in dieser stark gefestigten Form wird hauptsächlich im Bereich des Tanzsportes (auch Turniertanz) und in Tanzsportvereinen gelehrt. Tanzschulen unterrichten in erster Linie vereinfachte Formen (siehe Welttanzprogramm) und Modetänze, wie zum Beispiel Discofox, um ein breit gefächertes und aktuelles Angebot zu haben. So finden seit einigen Jahren auch die Swing-Tänze aus den 1930er bis 1950er Jahren wieder Beachtung, sie werden teilweise zu den Gesellschaftstänzen gerechnet.

### Weitere Gesellschaftstänze
Neben den im Tanzsport standardisierten 10 Gesellschaftstänzen gibt es viele andere etablierte Gesellschaftstänze
mit eigenen Tanzszenen und Tanzveranstaltungen. Es sind meist nicht nur kurzlebige Modetänze, sondern sie haben
eine lange Tradition in ihren Ursprungsländern, mittlerweile auch mit weltweiter Verbreitung.
Lateinamerikanische Tänze
- Salsa
- Bachata (Dom. Republik)
- Merengue
- Tango Argentino Zum Tango Argentino gehören auch Vals und die heitere Milonga.
- Forró (Brasilien)
- Zouk (Brasilien)
- Kizomba
- Contango (Tanz)

Swing-Tänze
- Boogie-Woogie (Tanz)
- Lindy Hop
- West Coast Swing

Volkstänze
- Bal Folk
- Square Dance

## Geschichte
Die Geschichte des Gesellschaftstanzes beginnt mit der Einbettung der höfischen Tänze im 14./15. Jahrhundert. Diese der Folklore entlehnten, stark stilisierten Hoftänze bildeten einen wesentlichen Bestandteil des steifen höfischen Zeremoniells. Beispiele dieser oft zu Suiten zusammengefassten Tänze sind:
- Allemande (deutsch, langsamer 4/4-Takt)
- Courante (französisch, schneller 3/2-Takt)
- Sarabande (spanischer Schreittanz, langsamer 3/2-Takt)
- Gigue (irisch-schottisch, schneller 3/8-Takt)
- Galliarde (italienisch, schneller 3/4-Takt)
- Chaconne (spanisch, langsamer 3/4-Takt)
- Saltarello (italienisch, schneller 6/8-Takt)
- Pavane (italienischer Schreittanz, langsamer 4/4-Takt)
- Branle (französisch, lebhafter 2/2-Takt)
- Volta (französischer Drehtanz, schneller 3/2-Takt)
- Bourrée (französisch, schneller 2/2-Takt)
- Gavotte (französisch, schneller 4/4-Takt)

Die größte Verbreitung fand das aus Frankreich stammende Menuett, das im Gegensatz zu den oben aufgezählten Gruppentänzen erstmals auch paarweise getanzt wurde.
Nach den bürgerlichen Revolutionen in England und Frankreich nahm das aufstrebende Bürgertum zunehmend am Gesellschaftstanz teil und schuf sich im 18. und 19. Jahrhundert, anknüpfend an folkloristische Traditionen, eigene Tanzformen:
- Anglaise
- Ecossaise
- Française
- Ländler
- Mazurka
- Polonaise
- Schottisch
- Quadrille
- Rheinländer
- Galopp
- Cancan
- Csárdás
- Habanera
- Walzer
- Polka